# Sob
 Ovo je glavno značenje pojma Sob. Za druga značenja pogledajte Sob (razdvojba).
Sob (lat. Rangifer tarandus), poznat i kao irvas i karibu, vrsta je jelena, jedinog predstavnika svoje potporodice koji naseljava tundre sjeverne Euroazije, Sjeverne Amerike i Grenlanda. Ovo je jedina vrsta jelena u kojoj i mužjaci i ženke imaju rogove. Sjevernoameričkog karibua neki stručnjaci smatraju istom vrstom, dok ga drugi, na osnovu upadljivih razlika tretiraju kao odvojenu vrstu. Sigurno je da postoji čak 20 podvrsta, kojima težina varira od 60 do 300 kilograma.
Vrsta je 2015. godine klasificirana kao osjetljiva nakon što je zabilježeno smanjenje populacije od 40%, odnosno s približno 4.8 milijuna jedinki na 2.9 milijuna u zadnjih 10-25 godina. Uzroci i opseg pada populacije razlikuju se među regijama i podvrstama, ali nije izgledno da ih je moguće poništiti unutar tri generacije.

## Rasprostranjenost
Udomaćeni sobovi se većinom mogu naći u Skandinaviji i sjevernoj Rusiji, dok divlji sobovi obitavaju u Norveškoj, Sjevernoj Americi i na Islandu (gde su ih ljudi doveli u 18. stoljeću). Posljednje utočište divljih sobova se nalazi u dijelovima južne Norveške. Južna granica njihova prirodnog staništa je približno oko 62° sjeverne geografske širine.
Početkom 20. stoljeća nekoliko sobova iz Norveške je uvedeno na južnoatlantske otoke Južne Georgije. Dva prepoznatljiva krda danas još preživljavaju na tim otocima, razdvojena ledenjacima. Njihov broj nije nikada veći od nekoliko tisuća, ali su postali simbol otočja, te njihova zastava i grb imaju lik soba.

## Odlike
Sobovi su prekriveni gustim krznom, imaju kratke noge i rep. Dlakava njuška i malene uši sprječavaju gubitak topline. Široki i ravni papci su prilagođeni hodanju po snijegu. Težina ženki varira između 60 i 170 kilograma, dok su mužjaci malo krupniji i kod nekih podvrsta mogu težiti do 300 kilograma. Kod oba spola rastu rogovi. Rogovi su razgranati i zabačeni unatrag preko vrata, a potom se povijaju naprijed, račvaju se i nisu jednaki s obje strane, a brojni parošci se granaju u čudnim kutovima. Kod sobova koji žive u Skandinaviji rogovi starijih mužjaka otpadaju u studenom ili prosincu, mlađih mužjaka u rano proljeće, dok ih ženke zadržavaju tijekom cijele zime i otpadaju tek u ljeto. Pripitomljeni sobovi su teži i imaju kraće noge od svojih divljih rođaka.
Životni vijek im je od prosječnih 4,5 do maksimalnih 13 godina.
Sobovi su preživači i imaju četvorodijelni želudac. Zimi se pretežito hrane lišajem (Cladonia rangiferina), popularno prozvanim „sobovska mahovina“, do kojeg dolaze razgrtanjem snijega prednjim nogama. Ljeti se hrane lišćem vrba i breza, kao i travama (šaš, rogoz). Međutim, poznato je da će pojesti i ptičja jaja, ribu jezersku zlatovčicu i leminge koje ubiju svojim papcima.
Sjevernoamerički sobovi mogu trčati brzinom od 80 kilometara na sat i prijeđu 5.000 kilometara godišnje. Također su dobri plivači, te neće oklijevati preplivati širu rijeku ili veće jezero.
Sob je jedini sisavac na svijetu koji vidi, i ljudima nevidljivu, ultraljubičastu svjetlost.

### Prilagodbe
Sobovi imaju noseve posebno prilagođene na hladan arktički zrak. Prilikom udisaja, nosna školjka povećava površinu unutar nozdrva te se termoregulacijom zagrijava hladan zrak prije no što uđe u pluća, a voda od izdahnutog zraka se kondenzira, ostajući zarobljena u ustima soba. Ova voda vlaži suhi zrak koji životinja udiše i vjerojatno ga apsorbira u krv preko sluzokože jednjaka.
Kopita sobova se adaptiraju u ovisnosti od godišnjeg doba. Ljeti, kada je tundra vlažna i meka, jastučići na papcima postaju spužvasti kako bi osigurali dodatno trenje prilikom kretanja. Zimi, jastučići se skupljaju i zatežu, otkrivajući rub papaka koji je tvrd i koji tada služi za razbijanje leda i smrznutog snijega, sprječavajući proklizavanje i omogućujući pronalaženje hrane ispod snijega.
Krzno soba ima dva zaštitna sloja, gust i vunast omotač, te vanjsku dužu dlaku koja je šuplja i ispunjena zrakom.

## Razmnožavanje
U divljini sobovi imaju veoma kratku sezonu parenja. Za samo deset dana cijelo krdo se može oteliti. Pretpostavlja se da je ovo način da preživi maksimalni broj teladi, jer iznenadna masa mladih sobova može preplaviti grabežljivce koji prate krdo.
Sobovi se razmnožavaju u ovisnosti od godišnjeg doba. Sezona parenja normalno počinje rano u rujnu i traje tri do četiri tjedna. Trudnoća traje oko sedam mjeseci (210 do 220 dana).
Preko ljeta, mužjaci se odvajaju u manja krda u potrazi za hranom. Vraćaju se u glavno krdo kako bi se pripremili za parenje. Kako se sezona za parenje približava, mužjaci gube kožu sa svojih rogova, vratovi im odebljavaju, testisi se znatno uvećavaju i raste im griva. Postaju nestrpljivi i nemirni, te počinju juriti za ženkama. Također isprobavaju svoju snagu sporadičnim, ali grubim okršajima. Ponekad, tijekom tih natjecanja neki znaju smrtno stradati.
Tijekom sezone parenja mužjaci ne jedu puno i mogu izgubiti i do 1/3 svoje tjelesne težine. Sezona parenja traje 25 do 30 dana, a najviša seksualna aktivnost mužjaka traje 10 do 22 dana tijekom sezone.
Ženke su spolno zrele od jedne do jedne i pol godine, a sposobne su za rađanje 10 do 15 godina. Dok se „tjeraju" skaču na druge sobove i također postaju nemirne. Plodnost traje od 12 do 24 sata, a ako ženka nije oplođena tijekom prvog ciklusa, 11 do 20 dana poslije je opet spremna za parenje.

## Podvrste
- Sjevernoamerički šumski sob (R. tarandus caribou) nekada je živio na prostoru od Aljaske do Newfoundlanda i Labradora do Nove Engleske i Washingtona na jugu. Skoro su nestali u južnim dijelovima svog staništa i smatraju se ugroženima tamo gdje ih još ima. Dva odvojena krda žive u sjevernom Quebecu i Labradoru. Postoji šumska i migracijska podvrsta.
- Finski šumski sob (R. tarandus fennicus) u divljini živi na samo dva područja sjeverne Europe: u rusko-finskoj regiji Karelija i dijelu središnje Finske.
- Grantov sob (R. tarandus granti) živi na Aljaski, Yukonu i u kanadskim Sjeverozapadnim teritorijama.
- Grenlandski sob (R. tarandus groenlandicus) obitava u kanadskim Sjeverozapadnim teritorijima, Nunavutu i zapadnom Grenlandu.
- Pearyjev sob (Rangifer tarandus pearyi) živi na sjevernim otocima Nunavuta i u Sjeverozapadnim teritorijima. Predstavlja izvor hrane za Eskime, a dobio je ime po američkom istraživaču Robertu Pearyju.
- Svalbardski sob (R. tarandus platyrhynchus) živi na norveškom otočju Svalbard. Ovaj sob je najmanji među podvrstama.
- Planinski divlji sob (R. tarandus tarandus) se može naći po arktičkoj tundri, Fenoskandiji, u sjevernim regijama Rusije i na otoku Nova Zemlja (otok).
- Arktički sob (R. tarandus eogroenlandicus) je izumrla podvrsta. Živjela je do 1900. godine na istočnom Grenlandu.
- Sob otoka kraljice Charlot (Rangifer tarandus dawsoni) je izumrla podvrsta koja je nekada nastanjivala otok Graham, jedan od otoka kraljice Charlot koji pripadaju zapadnoj kanadskoj pokrajini Britanskoj Kolumbiji.
- R. t. buskensis[7] (1915.) živi u Rusiji i susjednim regijama.
- R. t. caboti (G. M. Allen, 1914)[8][9][10][11]
- Osbornov karibu (R. t. osborni) nastanjuje Britansku Kolumbiju, Kanada.
- R. t. pearsoni nastanjuje ruski otok Novu Zemlju.
- Kamčatski sob (R. t. phylarchus ) nastanjuje poluotok Kamčatku i krajeve oko Ohotskog mora, Rusija.
- Sibirski sob (R. t. sibiricus) nastanjuje Sibir, Rusija.
- R. t. terraenovae
- R. t. valentinae nastanjuje Ural, Rusija i Altajsko gorje, Mongolija.

## Vanjske poveznice
- Mammal Fact Sheets: Caribou  Arhivirana inačica izvorne stranice od 20. kolovoza 2006. (Wayback Machine) (engl.)

### Ostali projekti
|  | Zajednički poslužitelj ima stranicu o temi Sob      |
|  | Wikivrste imaju podatke o taksonu Rangifer tarandus |